# El libro de las soluciones
El libro de las soluciones (en francés: Le livre des solutions) es una película de comedia dramática francesa de 2023, escrita y dirigida por Michel Gondry.  Fue exhibida en la sección Quincena de Realizadores del 76º Festival de Cine de Cannes el 21 de mayo de 2023. 

## Trama argumental
Marc es un director de cine cuya vida y carrera están en un bache. Tras el fracaso de uno de sus anuncios en una campaña publicitaria, lleva a su equipo de filmación para seguir trabajando en el pequeño pueblo de las Cevenas donde vive su tía Denise. Allí Marc redescubre su creatividad y se llena de ideas. Tiene tantas ideas que decide escribir El libro de las soluciones, un libro lleno de consejos.

## Elenco
- Pierre Niney : Marc
- Blanche Gardin: Charlotte
- Françoise Lebrun : Denise
- Frankie Wallach : Sylvia
- Camille Rutherford : Gabrielle
- Vincent Elbaz : Mathias
- Mourad Boudaoud : Carlos
- Sacha Bourdo
- Dominique Valadié
- Sting (cameo)
- Alex Martin : productor ejecutivo
- Lucas Noël
- Rose Harlean : cinéfila

## Producción
El libro de las soluciones se basa libremente en la experiencia de Gondry durante la problemática producción de su película La espuma de los días de 2013.  En octubre de 2021, Pierre Niney fue anunciado para el papel principal de una nueva película de comedia dramática dirigida por Michel Gondry.  El libro de las soluciones es el primer largometraje de Gondry desde Microbe et Gasoil, estrenado en 2015. Está producida por Georges Bermann a través de su productora Partizan Films. 
En mayo de 2022, la película se presentó en el Marché du Film de Cannes para ser adquirida por distribuidores de todo el mundo. 
El rodaje comenzó el 6 de junio de 2022. Tuvo lugar en el departamento de Gard,  en especial los municipios de Le Vigan y Saint-Sauveur-Camprieu.  El rodaje también tuvo lugar en Villemagne (Aude) y Meyrueis (Lozère),  y en París. 

## Estreno
La película se proyectó en la sección Quincena de Realizadores del 76º Festival de Cine de Cannes en mayo de 2023  y fue llevada a los cines en Francia el 13 de septiembre de 2023.  También fue invitada al 28º Festival Internacional de Cine de Busan en la sección 'Icon' y se proyectó el 7 de octubre de 2023. 